# Neolasioptera cassiae
Neolasioptera cassiae är en tvåvingeart som först beskrevs av Ephraim Porter Felt 1909.  Neolasioptera cassiae ingår i släktet Neolasioptera och familjen gallmyggor.
Artens utbredningsområde är Arizona. Inga underarter finns listade i Catalogue of Life.